# Awu
De Awu (Sangirisch: Babudu Awu) is een stratovulkaan op het Indonesische eiland Sangihe Besar in de provincie Noord-Sulawesi. De Awu heeft meerdere krachtige uitbarstingen gehad, die gepaard gingen met pyroclastische stromen en lahars. De uitbarstingen van 1711, 1812, 1856, 1892, en 1966 hebben bij elkaar meer dan achtduizend levens geëist. Binnen een straal van 10 kilometer rond de berg wonen ruim 22.000 mensen.

## Uitbarsting van maart 1856
Op 2 maart 1856 begon een uitbarsting die duurde tot half maart van dat jaar. De uitbarsting ging gepaard met aard- en zeebevingen. Als gevolg van deze uitbarsting lieten 2.806 mensen het leven en werden veel aangeplante sago- en kokospalmen vernield.

## Uitbarsting van augustus 1966
De uitbarsting die begon op 12 augustus 1966 ging gepaard met lahars en pyroclastische stromen. De Awu bleef actief tot oktober van dat jaar. Tijdens de uitbarsting werden ongeveer 11.000 mensen geëvacueerd. Er kwamen 39 mensen om het leven en er raakten meer dan 1.000 mensen gewond.

## Uitbarsting van juni 2004
Op 2 juni 2004 werd de Awu weer actief. Daarop werden tussen 6 en 8 juni meer dan 17.000 mensen rondom de vulkaan geëvacueerd. De meeste evacués werden opgevangen in de plaats Tahuna.  Op 7 juni was er een uitbarsting met magma en op 9 juni een uitbarsting met as. Op 10 juni vond er een uitbarsting plaats die as tot 3.300 meter hoog de lucht in blies. Daardoor moest het lokale vliegveld gesloten worden. Op 13 juni werd de dreiging van de Awu minder en mocht de bevolking weer naar huis. De vulkaan was in november 2015 opnieuw actief en daarom werd een evacuatiezone van 3 km rond de krater ingesteld.